# Galen Strawson
Galen John Strawson (né en 1952) est un philosophe analytique britannique et un critique littéraire dont les principaux travaux portent sur la philosophie de l'esprit, la métaphysique et l'histoire de la philosophie. Ses contributions les plus importantes concernent la question du libre-arbitre et le problème corps-esprit. Il s'est intéressé à des auteurs classiques comme Arnauld, Locke, ou Hume, dont il a revisité les conceptions. Il est aujourd'hui couramment  associé à une conception philosophique radicale : le panpsychisme.
Galen Strawson est le fils du philosophe Peter Strawson. Il a obtenu une chaire de philosophie à l'Université de Reading, dans le sud de l'Angleterre, où il enseigne la philosophie. Il est également rattaché en tant que professeur de philosophie à l'Université du Texas à Austin, aux États-Unis.

## Panpsychisme
Dans un article intitulé « Pourquoi le physicalisme implique le panpsychisme », Galen Strawson établit l'équivalence entre l'esprit (mind) et les caractéristiques intrinsèques de la matière (son « dedans »). Selon lui, on ne peut être naturaliste et physicaliste sans être panpsychiste. Cette position s'articule en deux points :
1. Il faut bien que le physicaliste admette que le mental est un fait physique, parce que la thèse fondamentale du physicalisme est que tout ce qui existe est physique, et qu'il serait absurde de prétendre que l'expérience mentale n'existe pas ;
2. On ne peut expliquer dans un cadre physicaliste l'existence de l'expérience consciente en faisant appel à la notion d'émergence, car ce serait faire de l'apparition de la conscience un événement miraculeux se réalisant au sein de la matière non consciente.

Ce que Galen Strawson désigne comme l'« expérientiel » (experiential) − l'aspect proprement mental du monde – doit donc se retrouver au niveau des composants ultimes de la matière de sorte que sa présence dans les structures complexes du cerveau ne relève pas d'une apparition magique. En outre, comme il semble inexplicable que le mental ne se retrouve que dans certains des composants de l'univers, et pas dans d'autres, il doit bien y avoir du mental partout dans l'univers, ce qui correspond à la thèse centrale du panpsychisme.
Attribuer de la sorte une forme de subjectivité à toute unité matérielle ne signifie pas pour autant que nous ayons à y chercher une forme d'expérience avec laquelle nous serions déjà familiarisés. Bien au contraire, les caractéristiques mentales dont il est question au sein des particules élémentaires sont si simples et si ténues qu'elles nous sont inconcevables. C'est pourquoi Galen Strawson parle d'expérience « proto-psychique » pour désigner le type d'expérience primitive qui a cours au sein des éléments constitutifs de la matière. C'est à partir de ces caractéristiques proto-psychiques qu'émergeraient alors les caractéristiques mentales que nous attribuons aux êtres sensibles (sentient beings).
Galen Strawson se réfère explicitement au physicien Arthur Eddington pour conforter sa position.

### Ouvrages
- Freedom and Belief (1986), Oxford University Press, 2010.  (ISBN 0-19-823933-5)
- The Secret Connexion (1989), Oxford University Press, 1992.  (ISBN 0-19-824038-4)
- Mental Reality (1994), MIT University Press Group Ltd, 2009.  (ISBN 0-262-19352-3)
- The Self? (2005), Blackwell Publishing, 2009.  (ISBN 1-4051-2987-5)
- Consciousness and Its Place in Nature: Does physicalism entail panpsychism?, Inprint Academic, 2006.  (ISBN 1-84540-059-3)
- Real Materialism and Other Essays, Oxford University Press, 2008.  (ISBN 978-0-19-926743-9)
- Selves: An Essay in Revisionary Metaphysics (2009), Oxford University Press, 2011.  (ISBN 978-0-19-825006-7)
- The Evident Connexion: Hume on Personal Identity (2011), Oxford Universit Press, 2013.  (ISBN 978-0-19-960850-8)
- Locke on Personal Identity: Consciousness and Concernment (2011), Princeton University Press, 2014.  (ISBN 978-0-691-14757-4)

### Articles
- « Realistic Monism — Why Physicalism Entails Panpsychism ? », in Journal of Consciousness, 13, 2006.